# Marguerite Gachet nel giardino
Marguerite Gachet nel giardino è un dipinto a olio su tela (46x55 cm) realizzato nel 1890 dal pittore Vincent van Gogh.
È conservato nel Musée d'Orsay di Parigi.

## Descrizione
L'opera mostra Marguerite, figlia del dottor Paul-Ferdinand Gachet, amico del pittore. La ragazza, all'epoca ventunenne, si aggira in un giardino fiorito, durante una soleggiata giornata di giugno.
Il dipinto ricorda i colori di Claude Monet e Pierre-Auguste Renoir.